# Улица Щербакова (Санкт-Петербург)
Улица Щербако́ва — улица в историческом районе Коломяги Приморского административного района Санкт-Петербурга. Проходит от Афонской до Репищевой улицы.

## История
Известна всё время существования Коломяг[уточнить]. В 1920 — 1930-х годах называлась Рубеж № 8 и проходила от нынешней улицы Пугачёва до Репищевой улицы. Происхождение названия неизвестно, предполагается, что улица служила своеобразной границей между собственно Коломягами и Мартыно-Алексеевским посёлком. В начале 1950-х годов улицу назвали в честь А. С. Щербакова (1901—1945) — советского государственного и партийного деятеля, работавшего секретарём Ленинградского обкома ВКП(б), затем возглавлявшего Мосгорком ВКП(б), далее занимавшего должности начальника Главного политического управления Красной Армии и начальника Советского информационного бюро. В годы войны А. С. Щербаков отвечал за агитацию и пропаганду и курировал все творческие союзы, киностудии, издательства, театры и т. д. В начале 1990 года улицу Щербакова продлили до Афонской улицы, тогда же упразднили участок западнее Репищевой улицы.

## Пересечения
С востока на запад (по увеличению нумерации домов) улица Щербакова пересекает следующие улицы:
- Афонская улица
- Новоколомяжский проспект
- Новосельковская улица
- улица Пугачёва
- Земский переулок
- Репищева улица

Разрывается детской железной дорогой.

## Транспорт
Ближайшие к улице Щербакова станции метро — «Удельная» и «Пионерская» 2-й (Московско-Петроградской) линии.
Автобусы: № 38, 45, 122, 134А, 134Б, 138, 171, 172, 182, 235, 237.

## Объекты
- Школа № 634
- Школа № 617

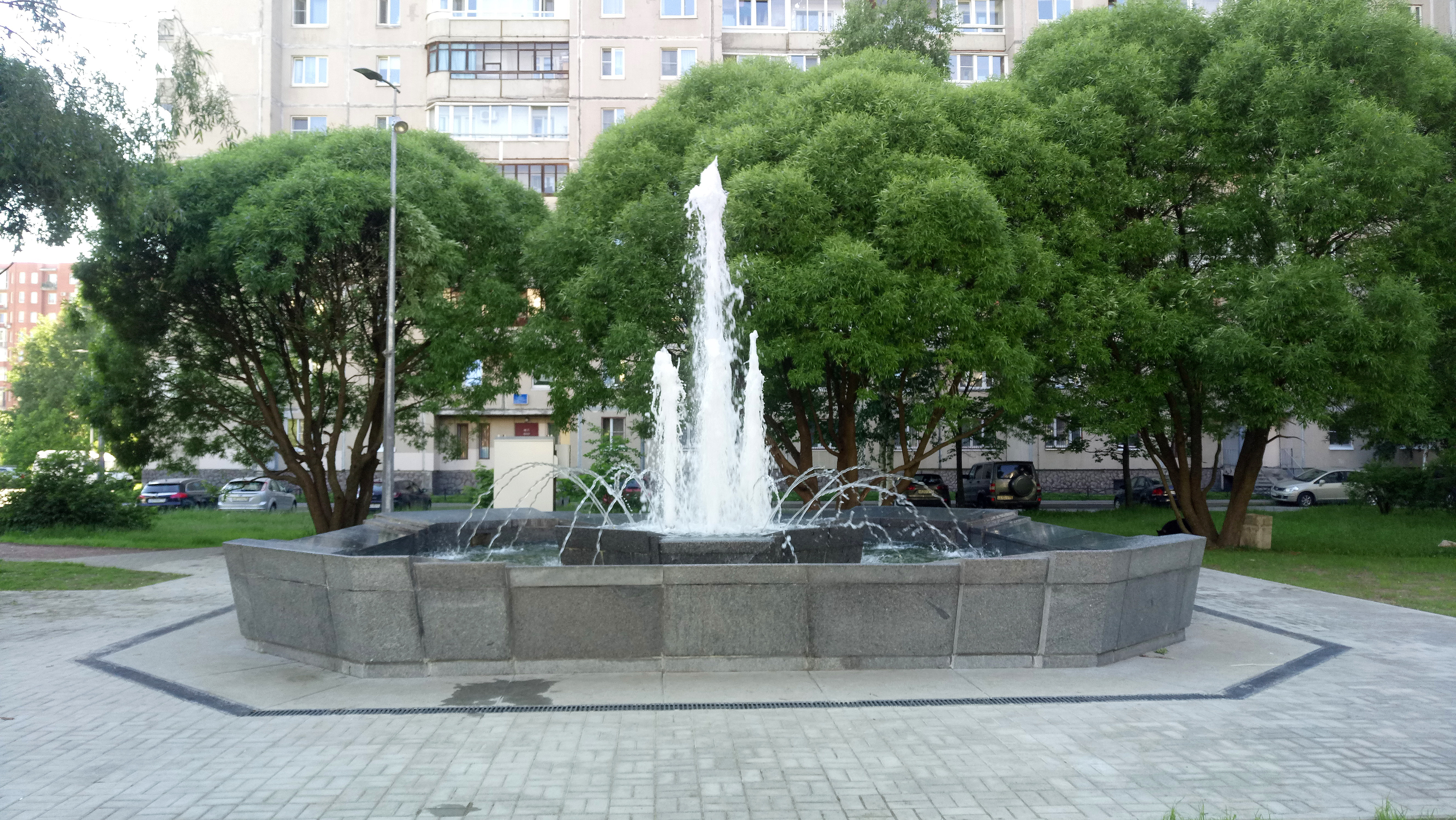
Фонтан на улице Щербакова

- Фонтан во дворе дома 4/18. Первоначально был сооружён в 2003 году в честь 300-летия Санкт-Петербурга, в дальнейшем пришёл в негодность, реконструирован и заново открыт в июне 2022 года[2].